# Sarah Willis
Pour les articles homonymes, voir Willis.
Sarah Willis est une corniste américano-britannique, née aux États-Unis en 1968. Elle est membre de l'Orchestre philharmonique de Berlin et présente des programmes télévisés et en ligne sur la musique classique.

## Jeunesse
Sarah Willis naît en 1968 dans le Maryland et grandit à Tokyo, Boston, Moscou et Londres. Elle commence le cor à 14 ans et fréquente le département des jeunes du Royal College of Music. Elle rejoint ensuite la Guildhall School of Music et Drama, où elle étudie avec Anthony Halstead et Jeff Bryant. Après un déménagement à Berlin, elle étudie avec Fergus McWilliam. 
Sarah est la sœur d'Alastair Willis, chef d'orchestre et directeur musical du South Bend Symphony Orchestra.

## Carrière
En 1991, Sarah Willis occupe le poste de deuxième cor à l'Opéra d'État Unter den Linden sous la direction de Daniel Barenboim. Elle rejoint le Philharmonique de Berlin en 2001 sous la direction de Simon Rattle, devenant ainsi la première femme au pupitre de cuivres. Elle joue avec plusieurs orchestres, notamment l'orchestre de Chicago, celui de Londres et celui de Sydney. Elle se produit aussi régulièrement avec des ensembles de musique de chambre. 
Sarah Willis est présentatrice à la chaîne de télévision allemande Deutsche Welle, où elle anime une émission intitulée "Sarah's Music". Elle interviewe également des solistes et des chefs d'orchestre pour le site Digital Concert Hall de retransmission en direct des concerts de l'Orchestre philharmonique de Berlin. 
En 2011, elle est mentor et présentatrice pour le YouTube Symphony Orchestra 2011 à Sydney, dont le concert du 20 mars, retransmis en direct sur le site, est suivi par 33 millions de personnes, battant le précédent record d'un concert du groupe U2. 
Elle travaille avec Zukunft@BPhil, le programme éducatif de l'Orchestre philharmonique de Berlin, où elle crée et présente des concerts familiaux,,. 
Sarah Willis est l'animatrice de la série en ligne périodique Horn Hangouts qui est diffusée en direct sur son site Web et archivée sur sa chaîne YouTube. La série comprend des interviews de musiciens célèbres ainsi que des conseils sur le jeu de l'instrument. Elle attribue à cette série le mérite d'avoir fait naître une communauté en ligne de cornistes à travers le monde. Sarah Willis a enregistré un certain nombre de CD en tant que membre du Philharmonique de Berlin, en tant que soliste et dans le cadre d'ensembles de musique de chambre. 

## Discographie
- 2003 : Rosetti - Concertos for Two Horns avec Klaus Wallendorf, chez Classic Produktion Osnabrück
- 2009 : Antonio Rosetti - Horn Concertos avec Klaus Wallendorf, chez Classic Produktion Osnabrück
- 2009 : Trio! avec Cordella Heofer (piano) et Kotowa Machida (violon), chez Gebr. Alexander

- 2014 : Horn Discoveries avec Kotowa Machida (violon) et Philip Mayers, chez Gebr. Alexander
- 2024 : "Sarahbanda" (Alpha Classics 1099)